# Liste der Geotope im Landkreis Schaumburg
Die Liste der Geotope im Landkreis Schaumburg enthält die Geotope im Landkreis Schaumburg in Niedersachsen. Einige dieser Geotope stehen zugleich als Naturdenkmal (ND), Landschaftsschutzgebiet (LSG), Naturschutzgebiet (NSG) oder Teil von diesen unter Schutz.
| Geotop-Nr. | Bezeichnung                                                                                             | Ort                                                 | Bemerkung | Koordinaten                     | Bild                             |
| ---------- | --- | --------------------------------------------------- | --- | ------------------------------- | -------------------------------- |
| 3621/02    | Gebäude der Hauptzechenanlage Georgschacht des ehemaligen Steinkohlen-Bergbaus im Obernkirchener Revier | 2 km SW Stadthagen                                  | geowissenschaftliche, (kultur-)historische Objekte. Stratigraphie: Unterkreide, Bückeberger Formation. Petrographie: Georgschacht: Zechenhaus, Maschinenhaus. | 52° 18′ 44,6″ N, 9° 10′ 55,9″ O | weitere Bilder                   |
| 3720/02    | Hofwiesenteiche                                                                                         | ca. 1 km SSW Bückeburg                              | Schwefelquelle. Ausgedehntes Fischteichgelände, im Osten liegt eine Schwefelquelle. Im Landschaftsschutzgebiet LSG SHG 8 Bückeberge | 52° 15′ 7,6″ N, 9° 2′ 29,4″ O   |                                  |
| 3720/03    | Teufelsbad                                                                                              | ca. 1 km östlich von Bad Eilsen                     | Quelle. Größe 60,0 ha Petrographie: Quellgebiet. Überwiegend deckungsgleich mit dem 63 ha großen Naturschutzgebiet NSG-HA 041 "Teufelsbad" | 52° 14′ 32,3″ N, 9° 7′ 34,3″ O  |                                  |
| 3720/07    | Felsklippen                                                                                             | Wesergebirge, NE Rinteln                            | Richtprofil. Länge 500 m Stratigraphie: Oberer Jura, Unterer Korallenoolith, Oxford. Petrographie: Kalkstein, grau, unten dickbankig, oolithisch; Kalk- und Mergelstein, quarzsandig, gelbgrau; Kalkstein, grau, reich an Schalentrümmern. Im Landschaftsschutzgebiet LSG-SHG 13     | 52° 12′ 42,5″ N, 9° 5′ 43,1″ O  |                                  |
| 3720/08    | Tongrube der ehemaligen Ziegelei Röserheide                                                             | 1,5 km NE Obernkirchen                              | Richtprofil. Länge 400 m, Höhe 6 m. Stratigraphie: Unterkreide, Bückeberger Formation. Petrographie: Obernkirchener Sandstein, Steinkohle des Hauptflözes, Tonstein, zum Teil mit Lagen von Muschelschalen.                                                                          | 52° 16′ 27,5″ N, 9° 8′ 59,3″ O  |                                  |
| 3720/11    | Ehemalige Kiesgrube "Im Teufelsbad"                                                                     | 1,5 km S Kleinenbremen, Bückeburg                   | Ehemalige Kiesgrube. Länge 100 m, Höhe 15 m. Stratigraphie: Quartär-Pleistozän, Saale-Kaltzeit. Petrographie: Blockpackungen und geschichteter grober Kies in Übergängen. | 52° 13′ 30,4″ N, 9° 2′ 20,8″ O  |                                  |
| 3720/12    | Steinbruch                                                                                              | Am Papenbrink, 1,5 km S Kleinenbremen, Bückeburg    | Richtprofil. Länge 500 m, Höhe 50 m. Stratigraphie: Oberer Jura, Heersumer Schichten und Korallenoolith, Oxford. Petrographie: Kalkstein, Eisenerzflöze, Kalkmergelstein, Rest von Muscheln, Armfüßlern, Schnecken, Korallen.                                                        | 52° 13′ 26,8″ N, 9° 2′ 35,5″ O  |                                  |
| 3720/13    | Steinbruch                                                                                              | bei Schloss Arensburg, Bad Eilsen                   | Richtprofil. Länge 600 m. Stratigraphie: Oberer Jura, Korallenoolith, Oxford. Petrographie: mehrere Abbaustufen, Kalkstein, überwiegend oolithisch mit Eisenerz-Flözen. Im Landschaftsschutzgebiet LSG-SHG 13, Wesergebirge.                                                         | 52° 13′ 1,9″ N, 9° 7′ 16″ O     |                                  |
| 3721/02    | Steinbrüche                                                                                             | 2,5 km N Kathrinhagen, Nienstädt                    | Richtprofil. Stratigraphie: Unterkreide, Bückeberger Formation. Petrographie: Obernkirchener Sandstein im historischen Abbaugebiet. | 52° 15′ 47,2″ N, 9° 12′ 6,8″ O  |                                  |
| 3721/05    | "Alte Steinbrüche bei Oberkirchen" (Reihe von Werksteinbrüchen und Halden)                              | Bückeberg 2–3 km NE Kathrinhagen, Obernkirchen      | Richtprofil. Stratigraphie: Unterkreide, Bückeberger Formation. Petrographie: Oberkirchner Sandstein. Im Landschaftsschutzgebiet LSG-SHG 008 "Bückeberge". | 52° 15′ 25,2″ N, 9° 12′ 15,1″ O |                                  |
| 3721/xx    | Dinosaurierfährten von Obernkirchen                                                                     | Bückeberg, Obernkirchen                             | Fossilien. Im Oberkirchener Sandsteinbruch. | 52° 15′ 51,8″ N, 9° 12′ 23″ O   | Dinosaurierfährte                |
| 3722/02    | Südwesthang des mittleren Deisters                                                                      | ca. 2 km NNW Nienstedt. Auf dem Gebiet von Lauenau. | Erosionsform. Größe: 40 000 m². Im Landschaftsschutzgebiet LSG-SHG 17, Süd-Deister. | 52° 16′ 19,9″ N, 9° 26′ 26″ O   | weitere Bilder                   |
| 3722/06    | Ehemaliger Steinbruch Deister                                                                           | 3,5 km NE Lauenau                                   | Richtprofil. Größe 60 × 40 m. Stratigraphie: Unterkreide, Bückeberger Formation. Petrographie: Sandstein und Tonstein, dünnschichtig im Wechsel mit Muschelpflaster. Sandstein, dickbankig, mit teilweise großen Pflanzenresten. Im Landschaftsschutzgebiet LSG-SHG 17, Süd-Deister. | 52° 17′ 27,2″ N, 9° 24′ 38,9″ O | Ehemaliger Steinbruch im Deister |
| 3820/01    | Kameslandschaft                                                                                         | bei Krankenhagen SE Mollenbeck, Rinteln             | glaziale Abtragung. Stratigraphie: Quartär – Pleistozän, Saale-Vereisung. Im Landschaftsschutzgebiet LSG-SHG 12 "Lipper Bergland". | 52° 9′ 14″ N, 9° 2′ 29″ O       |                                  |
| 3820/03    | NSG "Auf dem Knickbrink"                                                                                | S von Rinteln                                       | Fläche: 5,5 ha. Stratigraphie: Quartär-Pleistozän. Petrographie: Schmelzwasserablagerung. Im Landschaftsschutzgebiet LSG-SHG 12 "Lipper Bergland". | 52° 9′ 26,3″ N, 9° 4′ 20,6″ O   |                                  |
| 3820/07    | Kiessand-Grube                                                                                          | S Möllenbeck, Rinteln                               | Kiesgrube. Länge 1000 m, Breite 300 m. Stratigraphie: Quartär-Pleistozän, Saale-Kaltzeit. Petrographie: Sand und Kies des von Schmelzwässern an einem Gletscherrand aufgeschütteten Rückens von Möllenbeck-Krankenhagen. Im Landschaftsschutzgebiet LSG-SHG 12 "Lipper Bergland".    | 52° 9′ 49″ N, 9° 2′ 12,1″ O     |                                  |